# Пушкино (Донецкая область)
Пушкино (укр. Пушкіне) — посёлок в Покровском районе Донецкой области Украины.
Население по переписи 2001 года составляло 193 человека. Почтовый индекс — 85372. Телефонный код — 623. Код КОАТУУ — 1422783807.

## Местный совет
85372, Донецкая обл., Покровский р-н., с.Новоелизаветовка, ул.Ленина,1, тел. 5-31-3-42